# Джинси, як символ дружби 2
«Джинси, як символ дружби 2» (англ. The Sisterhood of the Traveling Pants 2) — американська романтична комедія 2008 року, продовження фільму «Джинси, як символ дружби» 2005 року.

## Сюжет
Події у цьому фільмі відбуваються через три роки після подій першого фільму. Тепер дівчата Тіббі, Кармен, Бріджит та Лена навчаються в різних університетах. Вони знов зустрічаються влітку в рідному місті, але після зустрічі роз'їжджаються кожна у власних справах. Вони домовляються тримати зв'язок і пересилати одна одній джинси, як символ їхньої дружби. Дивним чином у житті кожної дівчини відбуваються важливі події в той час, коли вона отримує джинси.

## У ролях
| Актор           | Роль                   |
| --------------- | ---------------------- |
| Ембер Темблін   | Тіббі Роллінс          |
| Америка Феррера | Кармен Ловелл          |
| Блейк Лайвлі    | Бріджит Вріленд        |
| Алексіс Бледел  | Лена Калігаріс         |
| Рейчел Ніколс   | Джулія Беквіт          |
| Том Вісдом      | Ян                     |
| Рейчел Тікотін  | Крістіна               |
| Леонардо Нам    | Браян                  |
| Майкл Раді      | Костас Дунас           |
| Джессі Вільямс  | Лео                    |
| Шогре Аґдашлу   | професор Насрін Механі |
| Блайт Даннер    | Грета                  |
| Люсі Гейл       | Еффі                   |
| Ерні Лайвлі     | Франц Вріленд          |
| Кайл Маклаклен  | Білл Керр              |

## Критика
Фільм отримав схвальні відгуки. На Rotten Tomatoes фільм отримав оцінку 66% на основі 97 відгуків від критиків і 65% від більш ніж 100 000 глядачів.

## Нагороди
- 2009 — Teen Choice Award за найкращий романтичний фільм (номінація).